# Aeshna sitchensis
Aeshna sitchensis là loài chuồn chuồn trong họ Aeshnidae. Loài này được Hagen mô tả khoa học đầu tiên năm 1861.